# Fernando Valderrama
Fernando Valderrama Delgado  (Tuluá, Valle del Cauca, Colombia, 6 de mayo de 1960) es un entrenador de fútbol colombiano. El último equipo que dirigió fue Deportivo Coopsol, de Perú.

## Trayectoria
Estudió en São Paulo y se especializó en dirección técnica en el sindicato de entrenadores profesionales de dicha metrópoli brasileña. Trabajó como director técnico de la Escuela Carlos Sarmiento Lora en Tuluá, donde participó en la Primera C. Entre 1999 y 2000 dirigió al Alianza Petrolera de la Primera B, teniendo en sus filas a jugadores como el delantero Sergio Herrera y el zaguero Julián Hurtado. 
En 2003 asumió la asistencia técnica del Cortuluá junto con José "Chepe" Torres. En el primer semestre de 2005 fue técnico en propiedad del antiguo Girardot FC  (hoy con la ficha del Jaguares de Córdoba). Para el segundo semestre de ese mismo año volvió a formar una dupla técnica con José "Chepe" Torres, dirigiendo ambos al Alianza Atlético de Sullana de Perú, jugando este club la Copa Sudamericana de ese año. 
Luego dio un recorrido por España entre los años 2007 y 2009 para capacitarse en la Universidad de Murcia. En 2010 regresó a su país para dirigir al Cortuluá en el segundo semestre del año, sin lograr salvar al equipo tulueño del descenso. 
Entre 2011 y 2013 actuó como veedor internacional del Real Valladolid Club de Fútbol. En 2014 formó una dupla técnica con el también técnico colombiano Walter Aristizábal en el Unión Comercio peruano, logrando clasificar al equipo inca a la Copa Sudamericana 2015 por segunda vez en su historia. 
En 2016 el timonel vallecaucano dirigió al Deportivo Coopsol de Perú, con el que siempre se mantuvo entre los primeros cuatro clasificados de la segunda división peruana. A mediados de dicho año volvió a ser asistente técnico del Unión Comercio, club con el que estuvo a tan solo 3 puntos de lograr una nueva clasificación a la Copa Sudamericana. 

## Legado deportivo
Fernando es padre de Juan F Valderrama, quien fuera durante 9 temporadas (2009-2018) el fisioterapeuta del equipo profesional Real Valladolid Club de Fútbol de España, anteriormente también había realizado esta misma labor en el Club Deportivo Iscar, Cortuluá y América de Cali.

## Clubes

### Veedor internacional
| Club               | País   | Temporadas  |
| ------------------ | ------ | ----------- |
| Real Valladolid CF | España | 2011 - 2013 |

### Asistente
| Club                     | País     | Temporadas |
| ------------------------ | -------- | ---------- |
| Cortuluá                 | Colombia | 2003       |
| Alianza Atlético Sullana | Perú     | 2005       |
| Unión Comercio           | Perú     | 2014       |
| Unión Comercio           | Perú     | 2016       |

### Entrenador
| Club              | País     | Temporadas  |
| ----------------- | -------- | ----------- |
| Alianza Petrolera | Colombia | 2000 - 2001 |
| Girardot FC       | Colombia | 2005        |
| Cortuluá          | Colombia | 2010        |
| Deportivo Coopsol | Perú     | 2016        |